# Sinéad Lynch
Sinéad Lynch, tidigare Jennings, född 30 september 1976, är en irländsk roddare. Hennes syster, Caitriona Jennings, deltog i maratonloppet vid olympiska sommarspelen 2012 i London.
Lynch tävlade för Irland vid olympiska sommarspelen 2016 i Rio de Janeiro, där hon tillsammans med Claire Lambe slutade på 6:e plats i lättvikts-dubbelsculler.